# Сукук
Сукук (араб. صكوك, від «صك Сакк» — «юридичний документ, акт, квитанція») — фінансовий документ, поширений в країнах шаріату, ісламський еквівалент облігацій.
У зв'язку з тим, що шаріат забороняє лихварство, традиційні облігації з фіксованою прибутковістю неприпустимі. Сукук забезпечує негарантований дохід за рахунок прибутку фінансового заходу, тобто є цільовим.
В світі
У 2007 році обсяг розміщення сукук в світі досяг 31 млрд доларів США .

## Вступ
В основі діяльності ісламських фінансових інститутів (ІФІ) лежить шаріат (ісламський звід законів), який сформулював наступні основні принципи і заборони фінансової діяльності.

### Принципи:
Гроші не можуть і не повинні виникати з грошей, тобто приріст капіталу не може відбуватися в сфері грошового обігу;
Дохід інвесторів повинен бути пов'язаний з інвестиціями в торгівлю і виробництво;
Відносини між учасниками угоди повинні будуватися на основі партнерства;
Гроші не є товаром, вони лише мірило вартості.

### Заборони:
Риба (будь-позичковий відсоток): процентні позики (кредити), облігації, депозити з фіксованою прибутковістю;
Гарар (спекуляція, зайва невизначеність щодо предмета договору і його істотних умов): похідні фінансові інструменти (форварди, ф'ючерси, свопи і ін.), традиційне страхування;
Майсір (безпідставне збагачення, прибуток, що виникла з випадкового збігу обставин): азартні ігри, угоди парі, традиційне страхування.
Організація бухгалтерського обліку та аудиту ісламських фінансових інститутів (Accounting and Auditing Organization for Islamic Financial Institutions), будучи однією з провідних організацій, що розробляють стандарти діяльність ІФІ, визначає сукук як сертифікати рівної номінальної вартості, що засвідчують неподільну частку володіння в матеріальних активах, які засвідчують долю власника, в активах певного проекту або спеціального інвестиційного проекту.
Незважаючи на те, що часто інвестори перекладають сукук як «ісламська облігація» (Islamic bond) існує принципова різниця між цими інструментами. Основна відмінність полягає в тому, що облігація — це борг, в той час як сукук — частка в виділених матеріальних активах, частка в фінансованому проекті. Прибутковість на відміну від облігації формується за рахунок прибутку від використання виділених активів, послуг або діяльності, що фінансується. До появи сукуку ісламська фінансова продуктова лінійка не могла надати продукт, який міг би продаватися на вторинному ринку. Сукук ідеальний інструмент з точки зору ісламських інвесторів так як він є часткою в реальних активах (забезпечується ними), продається на вторинному ринку, не є прямим обов'язком, а також емітентами сукуку можуть бути ІФІ, суверенні емітенти та компанії, діяльність яких не суперечить Шаріату.
Розмір ринку: починаючи починаючи з грудня 1996 року по 30 вересня 2009 року, було випущено 747 сукуків. Загальна сума емісій становить близько 106,6 млрд. USD
Ринки сукуку: ринок сконцентрований в Малайзії і країнах Перської затоки.
Перший випуск відбувся в Малайзії. Частка Малайзії становить 41 % від всіх випущених сукуків, що становить 48,8 млрд. USD в грошовому еквіваленті (46 % від повної номінальної вартості).
Країни Перської затоки емітували 25 % від загальної кількості, що становить 48,9 млрд. USD в грошовому еквіваленті (48 % від повної номінальної вартості).
Непогашені випуски складають 94 млрд. USD, до теперішнього часу погашена сукук сума становить 12,6 млрд. USD.
Розміри емісій: більшість сукуків (74 %) становило менш ніж 100 млн. USD.